# Thomas-Mosaikschwanzratte
Die Thomas-Mosaikschwanzratte oder Weichfell-Mosaikschwanzratte (Paramelomys mollis) ist ein auf Neuguinea verbreitetes Nagetier in der Unterfamilie der Altweltmäuse. In älteren Abhandlungen wurden Exemplare dieser Art zur Papua-Tiefland-Mosaikschwanzratte (Paramelomys levipes) gezählt. Die Thomas-Mosaikschwanzratte ist jedoch auf das Bergland spezialisiert und weicht in verschiedenen anatomischen Merkmalen ab.

## Merkmale
Mit einer Kopf-Rumpf-Länge von 130 bis 182 mm und einer Schwanzlänge von etwa 140 mm ist die Art ein mittelgroßer bis großer Vertreter der Gattung Paramelomys. Sie hat ungefähr 21 mm lange Ohren und 26 bis 37 mm lange Hinterfüße. Gewichtsangaben fehlen. Typisch für dieses Nagetier ist das dichte und wollige Fell, die dunklen Augenringe, die grauen Wangen sowie die schmalen Hinterfüße. Das Fell der Oberseite hat eine rotbraune bis dunkelbraune Farbe. An jeder Schuppe des Schwanzes befindet sich ein Haar. Der Schwanz weist eine dunkle Oberseite und eine helle Unterseite auf. Die vier Zitzen der Weibchen sind paarig angeordnet.

## Verbreitung
Das Verbreitungsgebiet der Art liegt im zentralen Gebirge Neuguineas, im Fojagebirge sowie im Arfakgebirge auf der Halbinsel Vogelkop. Die Thomas-Mosaikschwanzratte hält sich in Regionen auf, die auf 1200 bis 2200 Meter Höhe liegen. Sie lebt in tropischen Bergwäldern und besucht Gärten. Die Exemplare halten sich auf dem Boden auf. Dieses Nagetier vermehrt sich langsam mit einem Jungtier pro Wurf.

## Gefährdung
Für den Bestand liegen keine Bedrohungen vor und die Gesamtpopulation wird als stabil eingeschätzt. Die IUCN listet die Art als nicht gefährdet (least concern).